# Trichosia rufithorax
Trichosia rufithorax är en tvåvingeart som först beskrevs av Wulp 1881.  Trichosia rufithorax ingår i släktet Trichosia och familjen sorgmyggor. Inga underarter finns listade i Catalogue of Life.